# A szigorúság forradalma
A „szigorúság forradalma” kifejezés a matematika történetének azt a 19. századra eső időszakát jelenti, amikor a matematika módszereiben és szóhasználatában azt a rá jellemző nagyon precíz és egzakt képét vette föl, amit ma is tapasztalhatunk, ha kinyitunk egy matematikakönyvet.
Ugyan az axiomatikus módszer már Euklidesz kora óta látványos, és – mintaszerű volta miatt – kitüntetett jelentőségű objektivitást és tudományosságot biztosított a matematikai vizsgálódásoknak, a kutatási területek terebélyesedése és rohamos fejlődése miatt a ma szokásosnak tartott mértékű egzaktság szinte csak a számelméletre és az euklideszi szerkesztések geometriájára volt jellemző. A 17-18. században még jó eredményeket produkáló matematikai analízisben megjelentek az első ellentmondások. Ellenpéldák bukkantak fel olyan tételekre, melyeket neves szerzők korrektnek hitt módon bebizonyítottak. A helyzet akkor vált mégis tarthatatlanná, amikor kiderült, a furcsaságok és ellentmondások megjelenése nem korlátozódik a módszertanában már a kezdetektől fogva kritizált analízisre. A térgeometriában ellenpéldákat hoztak az Euler-féle poliédertételre. Kiderült, hogy olyan ellentmondásmentes síkgeometria is kidolgozható – valamiféle „görbe síkfelületként” – melyben a háromszög belső szögeinek összege kisebb mint 180° (ez a nemeuklideszi geometria). Hasonló, a szemlélettel, a tudományos tradíciókkal és közfelfogással szemben álló vagy más módon (pl. bizonyos filozófiai alapra helyezkedve) támadható, vitatható, erős kritika alá vett eredmények születtek a valós számok számának végtelenségére vonatkozóan.
A matematika egyes módszerei filozófiai vitákhoz is vezettek. George Berkeley egy nevezetes vitairatban (Az analizáló, 1734) támadta meg az analízis korabeli módszereit, amely a végtelen kis mennyiségek explicit használatán alapult. Ez akkoriban nem kis bátorságot, önbizalmat és szakértelmet igényelt, mivel Newton, akinek matematikai eszméit az írás bírálta, feltétlen tekintélynek örvendett. Az írásból bontakozott ki a 18. század matematikájának több kötetre rúgó ún. analízis-vitája. Berkeleyt filozófiai és teológiai elgondolások motiválták, tehát egy jól meghatározható álláspontból indult ki; a szűkebb szakmai kritikai részeit tekintve azonban teljesen jogos bírálat hatására több, kezdetben sikertelen próbálkozás is született a függvénytan infinitezimális módszereinek megalapozására. A később felfedezett függvénytani anomáliák bizonyos mértékig igazolták Berkeley véleményét.
A megoldást egyrészt az aritmetizálás, másrészt deduktivizálás, harmadrészt a formalizálás jelentette. Ezek a fogalmak mást és mást jelentenek, de erősen összefüggnek.
Az aritmetizálás („számelméletesítés”) során az analízis és a valós számok elméletének bizonytalan fogalmait megpróbálták visszavezetni a természetes számok biztosnak tekinthető elméletére. Később az aritmetika szerepét a halmazelmélet és logika vette át. A geometriai fogalmak helyett (mint pl. az érintő) számváltozókat tartalmazó képleteket használtak, ahol csak lehetett: a differenciálhányados, mint egy görbét érintő egyenes, értelmezését így váltotta fel az epszilon-delta számításokra alapuló határértékes fogalom; a végtelen kis számokat jelölő differenciálmennyiségek pedig puszta formalitássá váltak.
A deduktivizálás („levezetéselvűvé alakítás”) a szigorú bizonyításelemzés módszerét jelentette, amely euklideszi mintára csekély számú alapvetőbb fogalomból és alapállításból építette fel az elméleteket, kizárva így az elhamarkodott téves következtetéseket, általánosításokat. A logicisták fellépésétől kezdve az aritmetika mint báziselmélet szerepét egyre inkább a logika vette át annak ellenére, hogy a logicista program bizonyos értelemben kudarcosnak bizonyult. Az axiómákat már nem úgy választották meg, hogy az alapvető sarkkőnek tekinthető állításokat rögzítették, hanem hogy pontról pontra megvizsgálták, hogy a konkrét bizonyítások során milyen előfeltevések szükségesek a tételek állításának igazolásához.
A formalizálás („képletesítés”) a tér- és időszemlélettől, a „józan” formaérzéktől és a matematikai tételeket fizikailag motiváló tartalomtól való tudatos elszakadást jelentette, amely a vizuálisan belátható megállapítások helyett a deduktív bizonyítások aritmetikai, illetve logikai szerkezetére alapozott. E folyamatok eredményeképp szinte minden, ami a matematikában vizuális jellegű volt, a huszadik század második felére fokozatosan kiszorult a felsőbb matematikából. A teljesen tudatos átalakítás célja az volt, hogy megszüntessék a megbízhatatlannak és filozófiailag töltöttnek számító tér- és időszemléletre hivatkozást. Ennek a folyamatnak a társadalmilag hátrányos hatásai csak a huszadik század legvégén váltak igazán nyilvánvalóvá.
Ezen módszerek tudatos, de fokozatos uralkodóvá válását nevezte Lakatos Imre a szigorúság forradalmának, amellyel a korszak névadójává vált.

## Az első hullám: Cauchy, Bolzano, Weierstrass
Ez a törekvés az 1800-as évek eleje óta egyre erősödő áramlatává vált a matematikai kutatásoknak. Tekintélyes matematikusok, mint Augustin Louis Cauchy és Karl Theodor Wilhelm Weierstrass és népszerű matematikus-filozófusok, mint B. Bolzano, kritikai revízió alá vettek olyan fogalmakat, mint a függvény, határérték, differenciálhányados vagy épp a végtelen. Megkezdődött az a korszak, amit gyakran illetnek „a szigorúság forradalma” névvel. Eredményeik azonban még beilleszkedtek az akkori modern matematika félig geometriai, félig aritmetikai jellegébe, noha már csak precizitásuknál és aritmetikai formalizmusuknál fogva is újdonságként hatottak, és fontos gondolatokat, észrevételeket tartalmaztak.

## A második hullám: Dedekind, Frege, Russell, Hilbert
Sokan gondolták úgy, hogy ha sem az aritmetika (illetőleg az ennél bővebb analízis), sem a geometria évezredes tételeiben nem lehetünk biztosak, akkor ildomos lenne az egész matematika legvégső alapjait is megvizsgálni és újragondolni, sőt a matematikának vitáktól és problémáktól mentes megalapozását adni (fundacionalizmus). Különösen gyakran tetten érhető volt az a Leibnizre visszavezethető nézet, hogy a matematika részben vagy egészben a logika része (logicizmus), amelynek fő képviselő Gottlob Frege és Bertrand Russell voltak. Mindketten megpróbálták az egész matematika újraaxiomatizálását, bár nem a halmazelméletre, hanem a matematikai logikára építettek. Csatlakozott hozzájuk R. Dedekind is, aki, miután sikerült az irracionális számok topológiai-halmazelméleti jellegű definíciója, axiómarendszert adott a természetes számok felépítésére. Munkáját G. Peano folytatta, aki Dedekind eredményeinek felhasználásával alkotta meg a ma is elterjedt Peano-axiómarendszert. Egy másik irányt képviselt Hilbert, aki a logicizmus helyett a finitizmus képviselője volt. A fundacionalisták közé soroljuk az intuicionista iskola követőit is.

## A végső csapások a geometriai megalapozásnak
Az 1800-as évek második felének közepére a nemeuklideszi geometriák is a matematikai érdeklődés középpontjába kerültek. Az analízis mellett elkezdődtek a próbálkozások a geometriai szigorú felépítésére is. Mintának Euklidesz axiómarendszere számított, s a fogalmi revízió mellett (bár a dolog természeténél fogva, szükségképp ez is tetten érhető volt) a geometriai tételek és axiómák vizsgálata játszotta a fő szerepet. Gauss, Bolyai, Lobacsevszkij és mások ugyanis még a húszas-harmincas években felfedezték, hogy Euklidesz párhuzamossági posztulátuma elfogadása helyett annak tagadására is lehet építeni. A matematikus közösség megosztott volt az új geometria elfogadásával kapcsolatban, de a geometria „szigorúsági forradalmában” az ellenzők és támogatók is részt vettek, mint például M. Pasch (aki egy Euklideszével azonos geometriát épített fel újra), Gottlob Frege (aki kategorikusan tagadta, hogy a nemeuklideszi geometria önálló létezéssel rendelkezne) vagy D. Hilbert (aki többféle euklideszi vagy egyéb tradicionális axiómától mentesített rendszert is megvizsgált), és még sokan mások.
Mindazonáltal a matematikusok többsége a nemeuklideszi geometriák felfedezéséig és elfogadásáig nem tulajdonítottak túl nagy jelentőséget a számfogalom megalapozásának, és a folytonos függvények elmélete nagyrészt továbbra is hagyatkozott a – most már irracionális számokkal „bővített” – számegyenes folytonosságának szemléletére. Azt, hogy az euklideszi geometria egyeneseinek azonosíthatóságát a valós számok halmazával a matematika egyik axiómájaként vegyék fel, egyébként épp a halmazelmélet atyja, Cantor javasolta az 1870-es évek elején, s ez az elképzelés tért vissza a G. D. Birkhoff 1932-ben publikált geometriai axiómarendszerében.
Már a nemeuklideszi geometriák felfedezése is súlyos megrázkódtatást jelentett, a legújabb topológiai eredmények azonban – legalábbis a matematikusok körében – legalább ennyire megrázónak bizonyultak.
Cantor például 1874-től kezdve kezdett foglalkozni azzal a kérdéssel, hogy létezhet-e egy-egy értelmű megfeleltetés (vagyis a számosságok azonossága) két különböző dimenziós alakzat között (ugyanebben az évben írta meg azt a cikkét, melyet a halmazelmélet születésének tekintünk). Úgy gondolta, hogy annyira nyilvánvalóan „nem” a válasz, hogy még bizonyítás sem szükséges – és ebben egészen bizonyosan osztozott a matematikusok többségével, hiszen például egy négyzet látszólag jóval „több” pontot tartalmaz, mint az egyik oldala, amely csupán egy igen csekély kiterjedésű valódi részhalmaza.
1877-ben várakozása ellenére sikerült bebizonyítania, hogy mégiscsak „igen” a válasz a kérdésére, és tetszőleges n>0 esetén a teljes n dimenziós tér egy-egy értelmű módon leképezhető nemhogy az 1 dimenziós térre (egyenesre), hanem annak egy véges kiterjedésű részére, az egységszakaszra is. „Látom, de képtelen vagyok elhinni” – írta kollégájának, Dedekindnek egyik levelében. Majd azon kezdett dolgozni, hogy bebizonyítsa, még ha léteznek is ilyen leképezések, azok mind „csúnya”, nem folytonos függvények (az ő egy-egyértelmű leképezése ugyanis nem volt folytonos).
Később G. Peano megadott egy folytonos görbét, mely cáfolta Cantornak ezt a sejtését is. Peano görbéje olyan egydimenziós alakzat, amely folytonosan és önmagát nem metszően (azaz egy-egyértelmű megfeleltetést biztosítva) áthalad egy egységnyi oldalú négyzet minden pontján, azt teljesen „letakarva”.

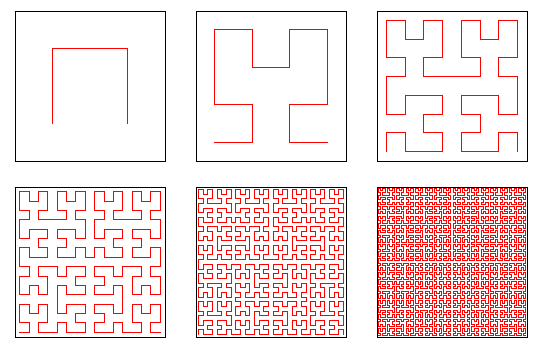
Hilbert hasonló görbéje

Ezzel a matematikusok hite a geometriai szemlélet megbízhatóságában végképp megingott. Komoly feladattá vált a matematika olyan szigorú megalapozása, mely minél kevésbé támaszkodik a térszemléletre. A fiatal kutatók új utakat kezdtek keresni a matematika megalapozásához, és úgy látszott, a „tárgyak, dolgok sokasága”, azaz a „halmaz” (más kifejezésekkel „osztály”, „rendszer” stb.) fogalma lesz az az alapvető fogalom, amelyre a jövő matematikája épülni fog és amely alapja lehet a matematikusok teljes tudományos konszenzusának. Ez a sejtés végül is csak részben bizonyult igaznak, legalábbis nem mentes a problémáktól, ennek ellenére a halmazelméletet a matematikusok többsége a huszadik században a matematika uralkodó keretelméletének tartotta. Ez a felfogás csak napjainkban, néhány évtizede látszik változni és nagyon lassan (elsősorban matematikadidaktikai reformáramlatok hatására).

## A halmazelmélet születése

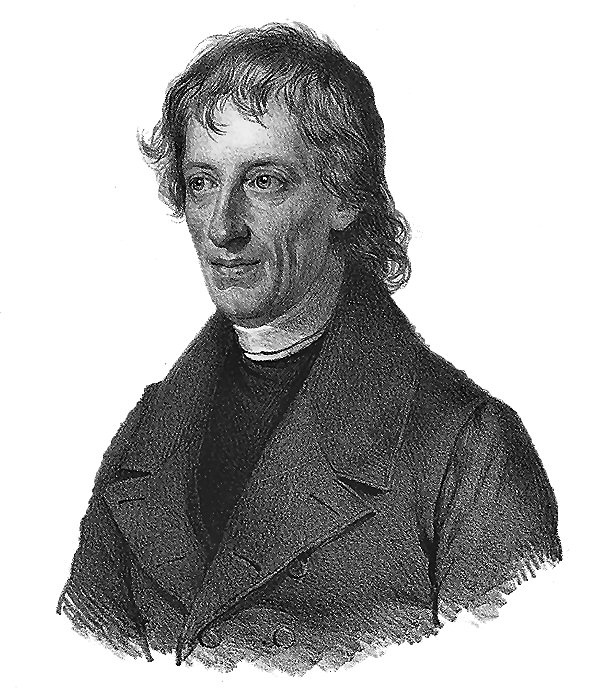
Bolzano, a „halmaz” fogalom szülőatyja

Ha a halmazelmélet kezdetét 1851-nek számítanánk, lehet, hogy joggal tennénk. Ekkor jelent meg B. Bolzano cseh matematikus végtelennel kapcsolatos ellentmondásokról szóló Paradoxien des Unendlichen című könyve, bár egy tanítványa adta ki, mert a szerző már három éve halott volt. E kötetben található a halmaz szó első mai matematikai értelméhez hasonlatos megjelenése, és ebben sikerült Bolzanónak olyan halmazokra példát adni, amelyek kölcsönösen egyértelműen megfeleltethetőek valamely valódi részhalmazukkal. A végtelen fogalmának tárgyalása során Bolzano sok olyan eredményt kapott, ami előfutára volt Cantor végtelen halmazokkal kapcsolatos úttörő munkájának.
A következő lépéseket két fiatal kutató tette meg, akik a 19. század utolsó évtizedeiben magán a fogalmak szigorúbb definícióján túlmutató jelentőségű eredményeket értek el a valós számok elméletében. Először Richard Dedekind bebizonyította, hogy a racionális és irracionális számok mindenhol sűrűn helyezkednek el a valós számok között, azaz minden intervallumban van akár irracionális, akár racionális szám. Georg Cantor pedig azt bizonyította be, hogy a valós számok halmaza nem lehet megszámlálhatóan végtelen (a Cantor-tétel egy speciális esete, melyet az átlós eljárással igazolt). Ennek a cikknek az 1874-es publikálását tekintjük a halmazelmélet megszületésének. A Cantor-féle (ún. naiv vagy intuitív) halmazelmélet fogalmait, illetve hasonló fogalmakat már ekkor használta a Cantorral szoros munkakapcsolatban lévő Dedekind és a tőlük függetlenül dolgozó (bár munkásságukat jól ismerő), matematikai logikai vizsgálatokat végező Gottlob Frege. A halmazelmélet ezen úttörői a részletekben ugyan általában gyakran eltértek egymástól, sőt nem is mindenben értettek egyet, az új szigorúság követelményét és a valamilyen sokaságfogalomra alapozást mint munkájuk egyik alapparadigmáját azonban egyaránt elfogadták.

## Az újabb problémák

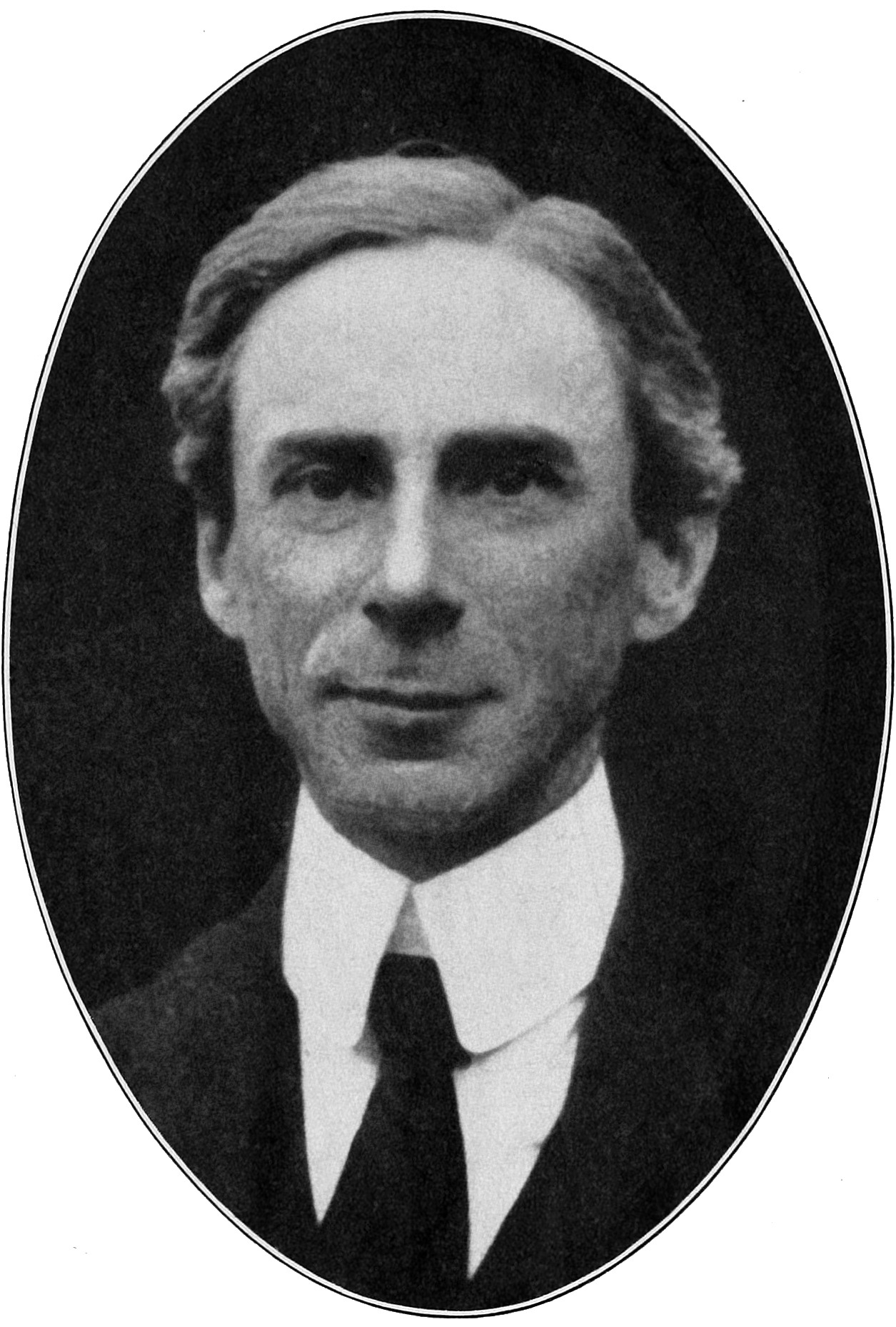
Russell, aki majdnem romba döntötte a matematikát, holott fel akarta építeni

A halmazelmélet eme cantori és fregei paradigmája szerint tetszőleges {\displaystyle T} tulajdonság egy olyan halmazt határoz meg, mely azokat az elemeket tartalmazza, melyekre {\displaystyle T} teljesül. Ez a komprehenzivitási elv, mely azonban a naiv halmazelmélet ma általában javíthatatlannak tartott hibáinak forrásává vált. Bertrand Russell 1904-ben (és ezzel egy időben sokan mások is, például maga Cantor) ellentmondást, úgynevezett antinómiát fedezett fel (lásd: Russell-paradoxon) a halmazelméletben, s a dolog különösen riasztónak tűnt. Cantor és Dedekind ugyanis axiomatizálatlan, ún. naiv halmazelméletet alkottak, míg Frege egy logikai axiómarendszert próbált felépíteni a számfogalom megalapozására, de a Russell-antinómia még Frege éveken át nagy gonddal felépített, szigorúbban megalapozott elméletében is megjelent. Ráadásul közben az is kiderült, hogy a matematika csaknem teljesen a halmazelméletre alapozható (ezt épp Russell és munkatársa, Whitehead bizonyították egy hatalmas terjedelmű munka, a Principia Mathematica megírásával), ezért ezek az ellentmondások az egész matematika számára is problémát jelentettek. Világossá vált, hogy a szigorúság követelményét ennek legfőbb eszközére, azaz magára a halmazelméletre is alkalmazni kell, különben az egész matematika felépítménye összeomolhat.

## Korabeli kritikák a halmazelmélettel szemben
A halmazelmélet új eredményeit főleg azok kritizálták, akik a matematikai fogalmak, bizonyítások gondolati befejezettségének, lezártságának szükségességét (konstruálhatóságát) hangsúlyozták, és elvetették a „befejezhetetlen” aktuális végtelen fogalmát. Kronecker például filozófiai megfontolásokból határozottan elvetendőnek tartotta Cantor eredményeit. Kronecker szerint a matematikát a természetes számok elméletére kell építeni, és teljesen idegen az emberi gondolkodástól, hogy olyanfajta végteleneket is elfogadunk, melyek eltérnek a természetes számok végtelenségétől.
A Russell-paradoxon megjelenését mások a formalista matematika csődjének gondolták, így például L. E. J. Brouwer holland matematikus (és követői, az ún. intuicionisták). Brouwer tagadta, hogy értelmes lenne egy kijelentésről azt állítani, hogy bizonyítható, ha mindaddig azt nem bizonyították. Márpedig az arisztotelészi logikában a kizárt harmadik elve ilyen törvény. 'A vagy nem A' attól függetlenül bizonyítható, hogy akár 'A'-t, akár 'nem A'-t bebizonyítottuk volna. Az ilyen, a kizárt harmadik elvét tagadó szemléletben felépített logikai rendszert nevezzük intuicionista logikának. Brouwer ennél sokkal messzebbre ment, és az előbbi módszertani kifogásokon felül, Kroneckerhez hasonlóan matematikafilozófiai indíttatású kifogásokat is emelt a halmazelmélet ellen.
Kezdetben sokan álltak az intuicionizmus mellé (például Neumann és Hilbert tanítványa, H. Weyl is), ám miután kiderült, hogy a halmazelmélet formalizálható úgy, hogy abban már nem lép fel a Russell-paradoxon, nem volt tartható az intuicionizmus erős korlátozásokat tartalmazó megoldása. Hilbert az intuicionizmus ellen a következő hasonlatot fogalmazta meg: „egy matematikust eltiltani a kizárt harmadik elvének használatától olyan, mintha egy a bokszolónak összekötnénk a kezeit”.
Az intuicionista matematika végül teret kapott a matematikai logika és a rekurzív függvények elméletének egyes gondolatmeneteiben. Természetesen az intuicionista logika szerint való következtetés nemhogy nem vált általánossá, de el is tűnt a matematikai gyakorlatból. Ellenben számos dolgozat született olyan témákban, melyek azt vizsgálták, hogy a halmazelméletet, a természetes számok elméletét vagy a függvénytant hogyan lehetne intuicionista módon felépíteni. Ezek inkább logikai, mint matematikai szempontból érdekes munkák.

## A halmazelmélet axiomatizálása
Megoldásképp létrejött az a paradigma, amit axiomatikus halmazelméletnek nevezünk, melyben a komprehenzivitási elvet felváltotta a halmazok iteratív definíciójának elve. Eszerint nem a tulajdonságok alapján értelmezett halmazok képezik a halmazelmélet objektumait, hanem az egyszerűbb halmazokból, halmazműveletek segítségével készített újabb halmazok sokasága alkotja a halmazok világát. Erre alapozva több „rivális” halmazelmélet is keletkezett, mindegyik alapfogalmak, axiómák és logikai törvények rendszerére alapozva alkotja meg elméletét, de egymástól eltérően. A fontosabb axiómarendszerek a Zermelo–Fraenkel és a Neumann–Bernays–Gödel-axiómarendszer (ez utóbbiban bizonyos fokig visszatér a komprehenzivitás).
A Zermelo-Fraenkel-elmélet (ZFC-axiómarendszer) az összes öntartalmazkodó halmazokat (azokat is, amik vélhetően nem okoznak antinómiákat) egyszerűen kitiltja az univerzumból egy bonyolult követelmény, az ún. regularitási axióma segítségével. Más eszközökkel, de lényegében ezt teszi Russell típuselmélete is; mindkét módszer kritizálható – elsősorban filozófiai szempontból –, mégis a ZFC számít az axiomatikus halmazelmélet típuspéldájának. Eltérő és sokkal motiváltabb  kizáró módszerrel él a Neumann–Bernays–Gödel-féle axiómarendszer. Ez ugyanis a halmaz helyett egy általánosabb alapfogalomra, az osztályéra épít, és a gondot okozó öntartalmazkodó halmazokat definícióval zárja ki, nevezetesen: a halmaz olyan osztály, amely eleme valamely másik osztálynak. E felépítésben Russell és Cantor paradoxonai ama tétel indirekt bizonyításává szelídülnek, hogy léteznek bizonyos osztályok, melyek nem halmazok. Neumann János halmazelméletének alapgondolata, az osztály fogalmának bevezetése egyébként Kőnig Gyulától ered A matematikusok mellett filozófusok is kidolgoztak axiomatikus halmazelméleti rendszereket (mint például W. O. Quine), mivel ezen problémáknak óriási filozófiai jelentősége, mondanivalója is van, és olyan érdekes kuriózumok is születtek, mint például a zsebhalmazelmélet.
Mindezidáig ezekben a rendszerekben nem találtak ellentmondásokat, bár ellentmondásmentességüket sem sikerült eleddig igazolni. Gödel későbbi híres eredményei (az ún. nemteljességi tételek) megmutatták, hogy a hiba nem is igazán a halmazelmélet készülékében van, hanem arra vezethető vissza, hogy az ellentmondásmentesség bizonyíthatósága túlságosan igényes követelmény egy olyan matematikai elmélettől, amely elegendően bonyolult ahhoz, hogy használható legyen nemhogy a valós, de egyáltalán a természetes számok modellálására. Így nem látszik garantálhatónak, hogy a Russell-antinómiához hasonló ellentmondások felléptét a matematikai elméletekben végleges bizonyossággal kizárjuk, s ily értelemben akármennyire szigorúak legyünk is, az sohasem lesz a kétségtelen megbízhatóság forrása.

### További irodalom
- Grabiner, Judith G.: Who Gave you the Epsilon? (Google Books, könyvfejezet).